# Nev'janskij rajon
Il Nev'janskij rajon (in russo Невьянский район?) è distretto nell'oblast' di Sverdlovsk, in Russia. Il centro amministrativo è la città di Nev'jansk.
Dal punto di vista della struttura municipale, il territorio del distretto è diviso tra due formazioni municipali: il distretto urbano Nev'janskij (Невьянский городской округ) cui appartengono la città di Nev'jansk e trentasette località rurali del distretto amministrativo e il distretto urbano di Verch-Nejvinskij (городской округ Верх-Нейвинский) che copre il resto del territorio, compreso l'insediamento di tipo urbano di Verch-Nejvinskij.
Il fiume più lungo della regione è il Nejva, emissario del lago Tavatuj.